# Katharinenstift

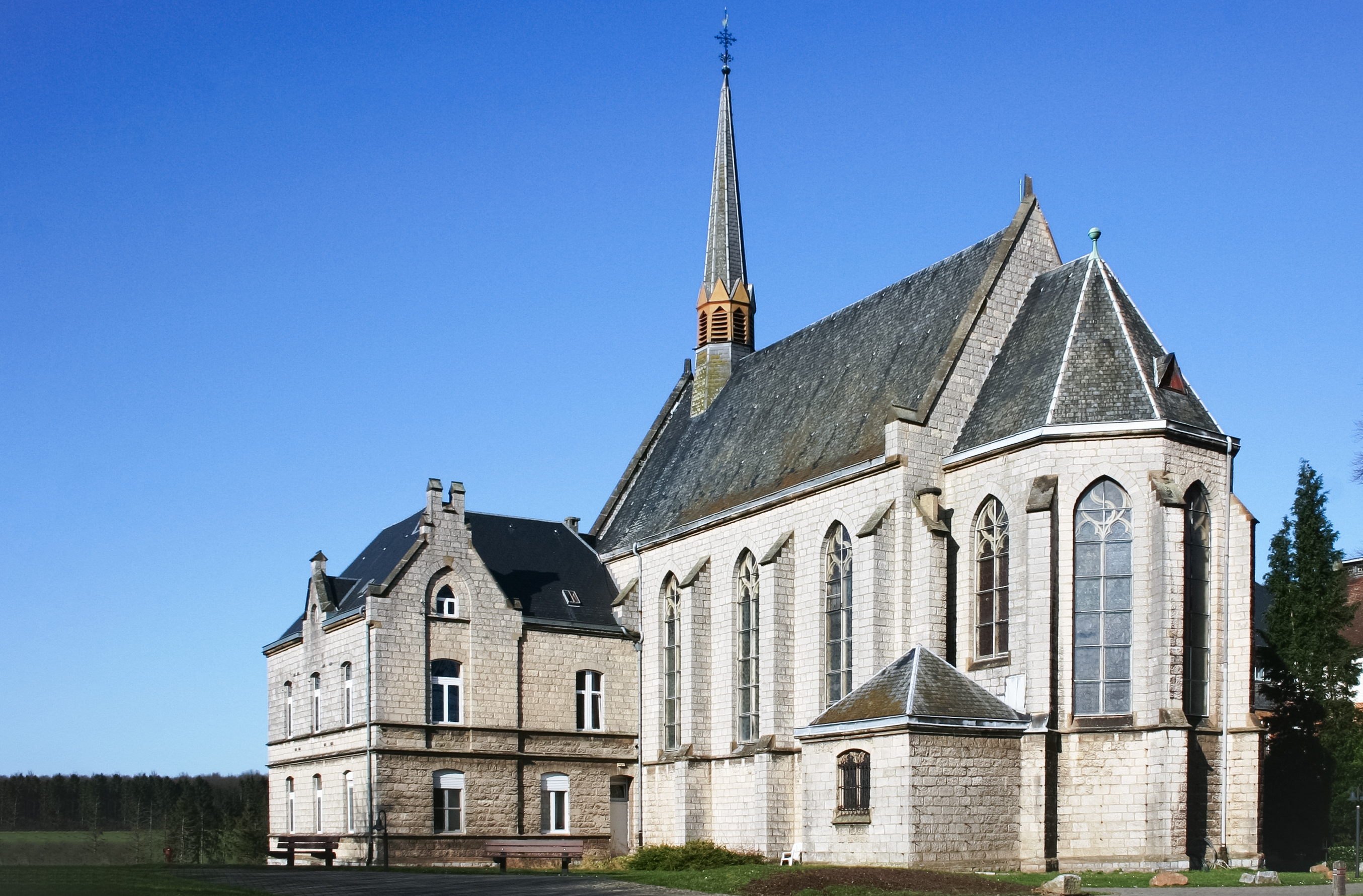
Kapel van het Katharinenstift

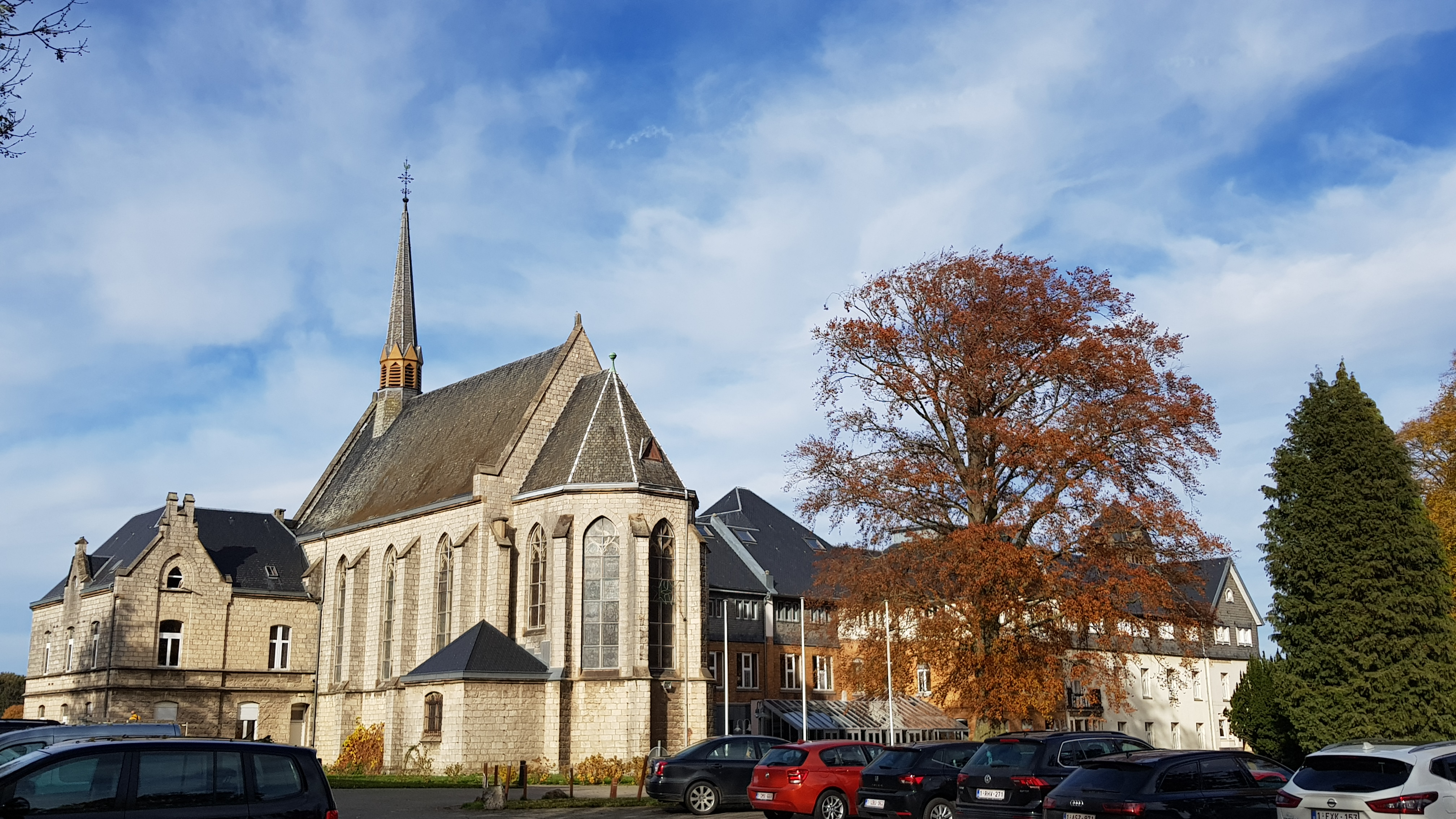
Katharinenstift

Het Katharinenstift is een bejaardentehuis in het tot de Belgische gemeente Lontzen behorende dorp Astenet, gelegen aan de Nierstraße.

## Geschiedenis
Het complex werd gesticht in 1888 met behulp van schenkingen door de Akense ondernemer Gerhard Rehm en zijn vrouw Katharina Rehm, naar wie de stichting is vernoemd. Katharina werd ten gevolge van ernstige ziekte in een ziekenhuis te Neuss door de augustinessen verpleegd. In 1887 stierf zij, nadat ze een deel van haar vermogen aan de zusters had gelegeerd. Haar man heeft met dit geld een stichting in het leven geroepen, welke voorzag in de bouw van genoemd tehuis, wat beheerd zou gaan worden door genoemde Augustinessen.
Er was aanvankelijk een centrum voor wijkverpleging, een huishoudschool voor meisjes, een katholiek weeshuis en een opvang voor hulpbehoevende bejaarde dames gevestigd.

## Kapel
Spoedig kwam er toestemming om Missen op te dragen in een speciaal daartoe ingerichte zaal in het complex, die de status had van oratorium. Buitenstaanders mochten daar echter de Mis niet bijwonen. In 1897 werd een vaste geestelijke aan het stift verbonden die de functie van rector bekleedde. De kapel werd gebouwd van 1899-1900. De inrichting van de kapel kwam in de daaropvolgende jaren tot stand: Neogotisch meubilair en drie glas-in-loodramen in het koor behoorden daartoe. Ondertussen werd van 1906-1907 gewerkt aan de verbouw van het kloostercomplex onder het motto: Ohn' Gottes Gunst All' Bau' umsunst (zonder Gods gunst is al het bouwen tevergeefs). In 1907 werden nog twee zijaltaren toegevoegd. De kapel werd gewijd aan Johannes de Doper.
De plechtige inzegening - door de bisschop van Keulen - van de nu volledig ingerichte kapel vond plaats in 1910.